# Wurzel-Jesse-Fenster (Malestroit)

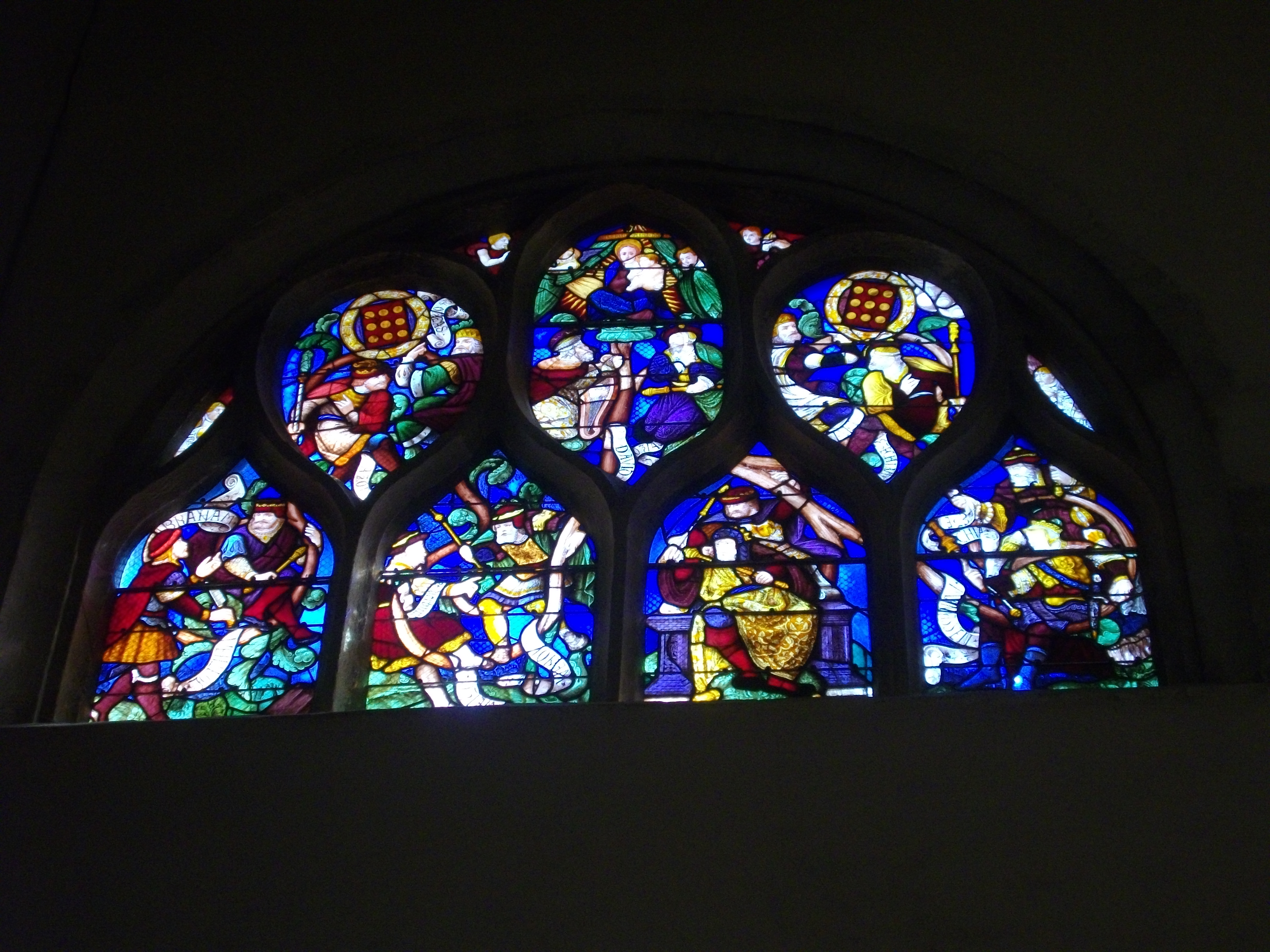
Wurzel-Jesse-Fenster in Malestroit

Das Wurzel-Jesse-Fenster in der katholischen Kirche St-Gilles in Malestroit, einer französischen Gemeinde im Département Morbihan in der Region Bretagne, wurde im 16. Jahrhundert geschaffen. Das Bleiglasfenster wurde 1912 als Monument historique in die Liste der geschützten Objekte (Base Palissy) in Frankreich aufgenommen.
Das drei Meter hohe und 3,20 Meter breite Maßwerkfenster über dem Südportal wurde von einer unbekannten Werkstatt geschaffen. Es zeigt die Wurzel Jesse, ein weit verbreitetes Bildmotiv der christlichen Kunst des Mittelalters und der frühen Neuzeit. Es wird der Stammbaum Christi in Gestalt eines Baumes dargestellt, der aus der Figur Jesses herauswächst. 
Die zwei Wappen, links und rechts oben im Fenster, erinnern an den Stifter Jean de Laval-Châteaubriant (1487–1543), der Grundherr von Malestroit und ab 1531 Gouverneur der Bretagne war. 
Neben dem Wurzel-Jesse-Fenster sind noch weitere Fenster aus der Zeit der Renaissance in der Kirche erhalten.